# Internazionali di Tennis di Bergamo 2010
Gli Internazionali di Tennis di Bergamo 2010 sono stati un torneo professionistico di tennis maschile giocato sul cemento indoor, che faceva parte dell'ATP Challenger Tour 2010. Si è giocato a Bergamo in Italia dall'8 al 14 febbraio 2010.

## Partecipanti

### Teste di serie
| Nazionalità | Giocatore        | Ranking* | Testa di serie |
| ----------- | ---------------- | -------- | -------------- |
| Kazakistan  | Michail Kukuškin | 124      | 1              |
| Slovacchia  | Karol Beck       | 131      | 2              |
| Giamaica    | Dustin Brown     | 141      | 3              |
| Rep. Ceca   | Lukáš Rosol      | 145      | 4              |
| Francia     | Thierry Ascione  | 147      | 5              |
| Croazia     | Ivan Dodig       | 153      | 6              |
| Slovacchia  | Dominik Hrbatý   | 154      | 7              |
| Stati Uniti | Brendan Evans    | 166      | 8              |

- Ranking al 1º febbraio 2010.

### Altri partecipanti
Giocatori che hanno ricevuto una wild card:
- Marco Crugnola
- Laurynas Grigelis
- Gilles Müller
- Andrea Stoppini

Giocatori passati dalle qualificazioni:
- Serhij Bubka
- Ervin Eleskovic
- Evgenij Kirillov
- Roman Valent

Giocatori Special Exempt: 
- Tobias Kamke

## Campioni

### Singolare
Karol Beck ha battuto in finale  Gilles Müller con il punteggio di 6–4, 6–4.

### Doppio
Jonathan Marray /  Jamie Murray hanno battuto in finale  Karol Beck /  Jiří Krkoška con il punteggio di 1–6, 7–6(2), [10–8].